# Александре Сонг
Александре Димитри Сонг Билонг (фр. Alexander Song; Дуала, 9. септембар 1987. ) камерунски је фудбалер који тренутно наступа за џибутански клуб Арта/Солар 7. На Афричком купу нација 2008. забиљежио је 6 наступа уз једну асистенцију. На истом такмичењу је уврштен у најбољих 11 играча. Нећак је Ригоберта Сонга.

## Највећи успеси

### Арсенал
- Лига шампиона : финале 2005/06.

### Барселона
- Првенство Шпаније (1) : 2012/13.
- Суперкуп Шпаније (1) : 2013.

### Репрезентација Камеруна
- Првенство Африке У 17 (1) : 2003.